# George Washington Jones
George Washington Jones, född 5 september 1828 i Marion County, Alabama, död 11 juli 1903 i Bastrop, Texas, var en amerikansk politiker. Han var viceguvernör i Texas 1866–1867. Han representerade Texas femte distrikt i USA:s representanthus 1879–1883. Tidigt under sin karriär var han demokrat och som kongressledamot representerade han Greenbackpartiet.
Jones studerade juridik och inledde 1851 sin karriär som advokat i Bastrop. I amerikanska inbördeskriget tjänstgjorde han i Amerikas konfedererade staters armé trots att han hade varit emot sydstaternas utträde ur USA. Jones tjänstgjorde som James W. Throckmortons viceguvernör mellan 1866 och 1867. Texas var under nordstaternas ockupation och general Philip Sheridan avsatte både Throckmorton och Jones, först Jones den 30 juli 1867 och sedan Throckmorton den 8 augusti. På det sättet kunde Jones inte efterträda Throckmorton som var motståndare till rekonstruktionspolitiken och Sheridan kunde utnämna republikanen Elisha M. Pease till guvernörsämbetet.
Jones efterträdde 1879 demokraten Dewitt Clinton Giddings som kongressledamot och han efterträddes 1883 av James W. Throckmorton. Förutom för Greenbackpartiet som han kandiderade för stöddes Jones även av republikanerna då han blev invald i kongressen.